# Ceryx keiensis
Ceryx keiensis är en fjärilsart som beskrevs av Rothschild 1910. Ceryx keiensis ingår i släktet Ceryx och familjen björnspinnare. Inga underarter finns listade i Catalogue of Life.